# جان براون (بازیکن فوتبال، زاده ۱۹۰۱)
جان براون (انگلیسی: John Brown; ۱۵ ژوئن ۱۹۰۱ – ۱۹۶۶ (۶۴−۶۵ سال)) بازیکن فوتبال اهل بریتانیا بود.
از باشگاه‌هایی که در آن بازی کرده‌است می‌توان به باشگاه فوتبال نانیتون تاون، باشگاه فوتبال هینور تاون، باشگاه فوتبال ورکسام، و باشگاه فوتبال لستر سیتی اشاره کرد.